# Tiszakanyár, Szabolcs-Szatmár-Bereg
Tiszakanyár  este un sat în districtul Kisvárda, județul Szabolcs-Szatmár-Bereg, Ungaria, având o populație de 1.681 de locuitori (2011). 

## Demografie
Componența etnică a satului Tiszakanyár
     Maghiari (79,91%)
     Romi (19,42%)
     Alții (0,68%)
Componența confesională a satului Tiszakanyár
     Reformați (52,83%)
     Romano-catolici (11,84%)
     Fără religie (5,18%)
     Greco-catolici (1,61%)
     Necunoscută (27,72%)
     Alte religii (4,82%)
Conform recensământului din 2011, satul Tiszakanyár avea 1.681 de locuitori. Din punct de vedere etnic, majoritatea locuitorilor (79,91%) erau maghiari, cu o minoritate de romi (19,42%).  Din punct de vedere confesional, majoritatea locuitorilor (52,83%) erau reformați, existând și minorități de romano-catolici (11,84%), persoane fără religie (5,18%) și greco-catolici (1,61%). Pentru 27,72% din locuitori nu este cunoscută apartenența confesională.